# Clelandella perforata
Clelandella perforata is een slakkensoort uit de familie van de Trochidae. De wetenschappelijke naam van de soort is voor het eerst geldig gepubliceerd in 2005 door Gofas.